# Clear Linux
Clear Linux OS est une distribution GNU/Linux, développée et maintenue sur la plateforme open-source 01.org d'Intel, et optimisée pour les microprocesseurs d'Intel en mettant l'accent sur les performances et la sécurité. Ses optimisations affectent également les systèmes AMD. Clear Linux OS suit un modèle de type rolling release.
Clear Linux OS n'est pas destiné à être une distribution Linux polyvalente ; il est conçu pour être utilisé par les professionnels de l'informatique pour le DevOps, le développement d'applications d'IA, le cloud computing et les conteneurs. Selon de nombreux tests de performance, c'est actuellement l'implémentation de Linux la plus rapide disponible.

## Nom
Clear Linux était originellement nommé Clear Linux™ OS, puis Clear Linux* OS avec une note de bas de page indiquant que l'appellation "Linux" n'appartient pas à Intel ,. 
Clear Linux OS peut être nommé: Clear Linux™ OS, Clear Linux* OS, Clear Linux OS, Clear Linux* ou Clear Linux. Il n'a pas de lien avec ClearOS, une autre distribution GNU/Linux. 